# Álvaro Ampuero
Álvaro Ampuero, né le 25 septembre 1992 à Lima au Pérou, est un footballeur péruvien évoluant en défense.

## Biographie

### Carrière en club
Álvaro Ampuero a l'occasion de remporter avec l'équipe réserve de l'Universitario de Deportes la toute première édition de la Copa Libertadores des moins de 20 ans en 2011. 
Il a passé l'essentiel de sa carrière au Pérou (Universitario, Universidad San Martín de Porres, Deportivo Municipal) avec deux courtes expériences à l'étranger : en Italie, entre 2013 et 2014, où il évolue à Parme avant d'être prêté au Calcio Padova, puis à l'US Salernitana ; en Azerbaidjan au Zirə FK, sous forme de prêt, entre 2019 et 2020.

### Carrière en sélection
International péruvien à neuf reprises entre 2012 et 2013 (pas de but marqué), Álvaro Ampuero ne dispute que deux matchs officiels en sélection, tous les deux dans le cadre des éliminatoires de la Coupe du monde 2014 : contre la Bolivie, le 12 octobre 2012 à La Paz (1-1); puis contre l'Équateur, le 7 juin 2013 à Lima (victoire 1-0).

## Palmarès
| US Salernitana - Coppa Italia Serie C (it) (1) : - Vainqueur : 2013-2014. |  | Universitario de Deportes - Copa Libertadores des moins de 20 ans (1) : - Vainqueur : 2011. |